# Lecanora rufocarnea
Lecanora rufocarnea är en lavart som först beskrevs av Vain., och fick sitt nu gällande namn av Dodge. Lecanora rufocarnea ingår i släktet Lecanora och familjen Lecanoraceae.   Inga underarter finns listade i Catalogue of Life.